# Jets ’n’ Guns
A Jets'n'Guns (röviden JnG) egy 2D-s, oldalnézetes shoot 'em up számítógépes játék, melyet 2004 végén adott ki a RakeInGrass Microsoft Windows operációs rendszerre. 2006 áprilisában kiadták Mac OS x-re is. 2006 decemberében megjelent egy kiegészítő is Jets 'n' Guns Gold néven. Linux-ra is kifejlesztettek egy verziót.

## Áttekintés
A fejlesztők kijelentették, hogy nagyon inspirálták őket a Tyrian 2000, Project-X és Walker nevű játékok. A Tyrianban a játékosok pénzt kapnak azért, mert elpusztítják ellenfeleiket és minden pályán bónuszt kapnak. A játékosok a szintek között fegyvereket vehetnek vagy fejleszthetik hajójukat, ha van rá elég pénzük.
A Jets 'n' Guns összetettebb, mint a Tyrian. Nagyobb a választék a fegyverek között és több variáció van a hajó fejlesztésére.